# Torymus absonus
Torymus absonus är en stekelart som beskrevs av T.C. Narendran och Kumar 2005. Torymus absonus ingår i släktet Torymus och familjen gallglanssteklar. Inga underarter finns listade i Catalogue of Life.